# MU Canis Majoris
MU Canis Majoris (MU CMa) è una stella supergigante azzurra di magnitudine 8,96 situata nella costellazione del Cane Maggiore. Dista 1376 anni luce dal sistema solare.

## Osservazione
Si tratta di una stella situata nell'emisfero celeste australe; grazie alla sua posizione non fortemente australe, può essere osservata dalla gran parte delle regioni della Terra, sebbene gli osservatori dell'emisfero sud siano più avvantaggiati. Nei pressi dell'Antartide appare circumpolare, mentre resta sempre invisibile solo in prossimità del circolo polare artico. Essendo di magnitudine pari a 9, non è osservabile ad occhio nudo; per poterla scorgere è sufficiente comunque anche un binocolo di piccole dimensioni, a patto di avere a disposizione un cielo buio. Si sovrappone alla vista all'ammasso aperto NGC 2360, rispetto ai cui oggetti risalta per luminosità.
Il periodo migliore per la sua osservazione nel cielo serale ricade nei mesi compresi fra dicembre e maggio; da entrambi gli emisferi il periodo di visibilità rimane indicativamente lo stesso, grazie alla posizione della stella non lontana dall'equatore celeste.

## Caratteristiche fisiche
La stella è una supergigante azzurra; possiede una magnitudine assoluta di 0,83 e la sua velocità radiale positiva indica che la stella si sta allontanando dal sistema solare.
Viene classificata come stella Be e variabile Gamma Cassiopeiae dall'American Association of Variable Star Observers, mentre N. N. Samus nel suo catalogo la indica invece come variabile Alfa Cygni. In ogni caso la sua magnitudine varia da 8,94 a 9,04.